# Filmens Konge
Filmens Konge (originaltitel In Hollywood with Potash and Perlmutter) er en amerikansk stumfilm fra 1924 af Alfred E. Green.

## Medvirkende
- Alexander Carr som Morris Perlmutter
- George Sidney som Abe Potash
- Vera Gordon som Rosie Potash
- Betty Blythe som Rita Sismondi
- Belle Bennett som Mrs. Perlmutter
- Anders Randolf som Blanchard
- Peggy Shaw som Irma Potash
- Charles Meredith som Sam Pemberton
- Lillian Hackett som Miss O'Ryan